# Urheimat protoindoeuropeo

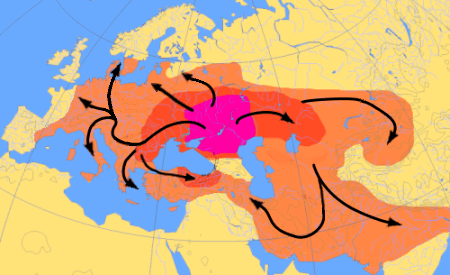
El urheimat de las estepas occidentales, de acuerdo con la hipótesis kurgánica.

El urheimat protoindoueropeo es la hipotética región compacta desde la cual los pueblos indoeuropeos (es decir, los pueblos que hablan lenguas indoeuropeas) se expandieron hasta sus ubicaciones actuales. Existen diversas propuestas y la localización exacta todavía es debatida.

## Historia del debate
La cuestión del urheimat (es decir, del ‘lugar originario’) de los pueblos protoindoeuropeos y de su idioma ha sido un recurrente tema en los estudios indoeuropeos a partir del siglo XIX.

## Diferentes hipótesis
Muchas hipótesis acerca de la localización del urheimat (en alemán significa «patria primitiva») han sido propuestas, pero ninguna ha sido universalmente aceptada por la comunidad lingüística. Tal es así que Mallory (1989:143) dice: «Ya uno no pregunta: “¿Dónde está la patria indoeuropea?” sino “¿Dónde la han puesto esta vez?”».
El único hecho conocido con certeza es que la lengua se debió haber diferenciado y desarrollado en distintos dialectos a fines del III milenio a. C. La mayor parte de los estudiosos del tema estiman entre 1500 y 2500 años el lapso transcurrido entre el protoindoeuropeo y el más temprano de los textos acreditados (las tablas de Kültepe, circa siglo XIX a. C.). Pero en la datación de este origen, las distintas posturas son en extremo divergentes:
- el cuarto milenio a. C. (excluyendo la rama anatólica) en Armenia, según la hipótesis armenia propuesta en el contexto de la teoría glottálica;
- el quinto milenio a. C. (o cuarto si se excluye la rama anatólica) en la estepa póntico-caspiana, de acuerdo con la hipótesis de los kurganes de Marija Gimbutas;
- el sexto milenio a. C. en la India, según el modelo OIT (Out of India) de Koenraad Elst;
- el sexto milenio a. C., o quizá un poco después, en la Europa del norte según las propuestas de «patria ampliada» de Lothar Kilian y Marek Zvelebil;
- el séptimo milenio a. C. en Anatolia (o el quinto milenio en los Balcanes, si se excluye la rama anatolia), de acuerdo a la hipótesis de Anatolia sostenida por Colin Renfrew;
- el séptimo milenio a. C. (o el sexto si se excluye la rama anatolia), según un estudio glotocronológico;
- antes del décimo milenio a. C., según la Teoría Paleolítica de la Continuidad de Mario Alinei.

Estas diferentes propuestas acerca del lugar de origen del indoeuropeo pueden reducirse ―según Mallory (1997:106)― a los cuatro modelos básicos que se exponen a continuación en orden cronológico:
- póntico-caspiano: Eneolítico (del quinto al cuarto milenio a. C.).
- balcánico: Neolítico (quinto milenio a. C.).
- báltico-póntico-caspiano («patria ampliada»): del Mesolítico al Neolítico (Ertebølle al horizonte de la cultura de la cerámica cordada, entre el sexto y el tercer milenio a. C.).
- anatólico: Neolítico temprano (del séptimo al quinto milenio a. C.).